# Fuyang, Guangdong
Fuyang är en köping i sydöstra  Kina. Den ligger i stadsdistriktet Chao'an i staden Chaozhou i provinsen Guangdong, omkring 340 kilometer öster om provinshuvudstaden Guangzhou. Antalet invånare är 102 012. Befolkningen består av 50 051 kvinnor och 51 961 män. Barn under 15 år utgör 19,0 %, vuxna 15-64 år 71 %, och äldre över 65 år 8,0 %.